# Hendrik van Heuckelum
Hendrik van Heuckelum, né le 6 mai 1879 à La Haye et décédé le 28 avril 1929 dans cette même ville, était un joueur de football néerlandais. Il participe aux Jeux olympiques de 1900 à Paris sous les couleurs belges, et remporte une médaille de bronze. Il était en effet courant à l'époque de jouer pour une équipe d'un autre pays. 
van Heuckelum a également joué pour le HBS de la Haye et pour le Royal Léopold Football Club, avec lequel il finit 2e du championnat de Belgique 1901-1902.